# Elmar Brok
Elmar Brok (ur. 14 maja 1946 w Verl w powiecie Gütersloh) – niemiecki polityk, dziennikarz, poseł do Parlamentu Europejskiego I, II, III, IV, V, VI, VII i VIII kadencji (1980–2019).

## Życiorys
Studiował prawo i nauki polityczne, m.in. na Uniwersytecie Edynburskim. Pracował jako dziennikarz (w radiu i prasie), zajmował kierownicze stanowisko w jednej ze spółek koncernu medialnego Bertelsmann AG.
Wstąpił do Unii Chrześcijańsko-Demokratycznej. Był wiceprzewodniczącym młodzieżowej organizacji chadeków Junge Union, pełnił funkcję przewodniczącego europejskiej młodzieżówki DEMYC (1979–1981). W 1994 zasiadł we władzach CDU w Nadrenii Północnej-Westfalii. Wszedł w skład władz Europejskiej Partii Ludowej, został też przewodniczącym federalnego ruchu Europa-Union Deutschland.
W 1980 Elmar Brok objął mandat deputowanego do Parlamentu Europejskiego, z powodzeniem ubiegał się o reelekcję w 1984, 1989, 1994, 1999, 2004, 2009 i 2014. Od 1999 do 2007 przewodniczył Komisji Spraw Zagranicznych PE. Reprezentował Europarlament w różnych grupach dyskusyjnych i na konferencjach międzyrządowych. W okresie 2001–2003 przewodniczył grupie EPP-ED w Konwencie Unii Europejskiej. Od 1999 do 2004 był głównym sprawozdawcą ds. rozszerzenia.

## Odznaczenia i wyróżnienia
Uhonorowany tytułem „Europejski Poseł Roku 2003” przyznawanym przez „European Voice”. Odznaczony Orderem Zasługi Republiki Federalnej Niemiec I klasy, Krzyżem Komandorskim Orderu Świętego Grzegorza Wielkiego oraz Krzyżem Oficerskim Orderu Wiernej Służby (2025).